# Diego Calderón
Diego Armando Calderón Espinoza (Quito, 26 oktober 1986) is een Ecuadoraans voetballer. In 2015 verruilde hij LDU Quito voor Barcelona SC.

## Clubcarrière
Calderón nam met LDU Quito deel aan de Copa Libertadores 2008. Door een blessure in de achtste finales van het toernooi moest hij de rest van het toernooi toekijken. LDU Quito wist de Copa Libertadores echter wel te winnen en was daarmee de eerste Ecuadoraanse club die dat wist te doen. Calderón speelde namens LDU Quito mee in de finale van het WK voor clubteams in 2008, toen de ploeg uit Ecuador met 1-0 verloor van het Engelse Manchester United.
Op 3 januari 2013 tekende Calderón bij het Amerikaanse Colorado Rapids. Op 2 maart 2013 maakte hij zijn debuut voor Colorado tegen FC Dallas. Hij speelde de volledige wedstrijd. Zijn periode bij Colorado was van korte duur en mede door veel blessureleed kwam hij slechts uit in vier competitiewedstrijden. Op 1 januari 2014 keerde hij terug bij de club waar hij zijn carrière begon, LDU Quito. Na twaalf competitiewedstrijden bij Quito te hebben gespeeld tekende hij op 18 februari 2015 bij Barcelona Sporting Club.

## Interlandcarrière
Calderón maakte zijn debuut in het Ecuadoraans voetbalelftal tijdens een vriendschappelijke interland op 28 mei 2011 tegen Mexico. In de 80e minuut verving hij Walter Ayoví.
| Interlands van Diego Calderón voor Ecuador | Interlands van Diego Calderón voor Ecuador | Interlands van Diego Calderón voor Ecuador | Interlands van Diego Calderón voor Ecuador | Interlands van Diego Calderón voor Ecuador | Interlands van Diego Calderón voor Ecuador | Interlands van Diego Calderón voor Ecuador |
| №                                          | Datum                                      | Wedstrijd                                  | Uitslag                                    | Competitie                                 | Goals                                      |                                            |
| Als speler van LDU Quito                   | Als speler van LDU Quito                   | Als speler van LDU Quito                   | Als speler van LDU Quito                   | Als speler van LDU Quito                   | Als speler van LDU Quito                   | Als speler van LDU Quito                   |
| ------------------------------------------ | ------------------------------------------ | ------------------------------------------ | ------------------------------------------ | ------------------------------------------ | ------------------------------------------ | ------------------------------------------ |
| 1                                          | 28 mei 2011                                | Mexico – Ecuador                           | 1 – 1                                      | Vriendschappelijk                          | 0                                          |                                            |
| 2                                          | 7 juni 2011                                | Ecuador – Griekenland                      | 1 – 1                                      | Vriendschappelijk                          | 0                                          |                                            |
| 3                                          | 6 september 2011                           | Ecuador – Costa Rica                       | 4 – 0                                      | Vriendschappelijk                          | 0                                          |                                            |
| 4                                          | 29 februari 2012                           | Ecuador – Honduras                         | 2 – 0                                      | Vriendschappelijk                          | 0                                          |                                            |
| 5                                          | 15 augustus 2012                           | Ecuador – Chili                            | 3 – 0                                      | Vriendschappelijk                          | 0                                          |                                            |

Bijgewerkt t/m 30 juli 2013

## Erelijst
LDU Quito
- Campeonato Ecuatoriano

2007, 2010
- Copa Libertadores

2008
- Copa Sudamericana

2009
- Recopa Sudamericana

2009, 2010
 Deportivo Azogues
- Campeonato Ecuatoriano de Fútbol Serie B

2006